# Kruszewiec (gromada)
Kruszewiec – dawna gromada, czyli najmniejsza jednostka podziału terytorialnego Polskiej Rzeczypospolitej Ludowej w latach 1954–1972.
Gromady, z gromadzkimi radami narodowymi (GRN) jako organami władzy najniższego stopnia na wsi, funkcjonowały od reformy reorganizującej administrację wiejską przeprowadzonej jesienią 1954 do momentu ich zniesienia z dniem 1 stycznia 1973, tym samym wypierając organizację gminną w latach 1954–1972.
Gromadę Kruszewiec z siedzibą GRN w Kruszewcu utworzono – jako jedną z 8759 gromad na obszarze Polski – w powiecie kętrzyńskim w woj. olsztyńskim na mocy uchwały nr 15 WRN w Olsztynie z dnia 4 października 1954. W skład jednostki weszły obszary dotychczasowych gromad Czerniki (bez miejscowości Gierłoż) i Karolewo (bez miejscowości Strzyże) ze zniesionej gminy Nowa Różanka oraz miejscowości Kruszewiec, Krużgany, Wymiarki i Jurki z miasta Kętrzyna w tymże powiecie. Dla gromady ustalono 20 członków gromadzkiej rady narodowej.
1 stycznia 1958 do gromady Kruszewiec włączono obszar zniesionej gromady Pożarki, a także osady Borek, Głobie, Kwiedzina, Wilamowo i Brzeźnica oraz PGR-y Sławkowo i Windykajmy ze zniesionej gromady Wajsznory – w tymże powiecie.
30 czerwca 1968 do gromady Kruszewiec włączono wsie Mażany i Nowa Różanka, PGR-y Kąty i Suchodoły, przysiółki Gryzławki i Strzyże oraz leśniczówkę Dąbrowa ze zniesionej gromady Nowa Różanka w tymże powiecie; z gromady Kruszewiec wyłączono natomiast wsie Mała Nowa Wieś i Wajsznory, PGR-y Głobie, Sławkowo i Windykajmy, przysiółki Brzeźnica i Jurki, leśniczówkę Borek oraz strażnicę LOK Wilamowo, włączając je do gromady Kętrzyn tamże.
22 grudnia 1971 do gromady Kruszewiec włączono miejscowość Owczarnia ze zniesionej gromady Nakomiady w tymże powiecie.
Gromada przetrwała do końca 1972 roku, czyli do kolejnej reformy gminnej.